# Xerraire llunat
El xerraire llunat (Ianthocincla lunulata) és un ocell de la família dels leiotríquids (Leiothrichidae).

## Hàbitat i distribució
Habita les espesures de bambú als Himàlaies, al centre de la Xina, al sud de Kansu, sud de Shensi i oest de Szechwan.